# Emily Fox
Emily Ann Fox, född 5 juli 1998 i Ashburn, är en amerikansk fotbollsspelare.

## Karriär
Sam Coffey inledde efter spel på collegenivå sin seniorkarriär i Racing Louisville 2021. 2024 kontrakterades hon av Arsenal. Hon debuterade i USAs landslag år 2018, och ingick i det amerikanska lag som vid olympiska sommarspelen 2024 i Paris tog guld efter att ha besegrat Brasilien i finalmatchen.